# Schnitzel (Filmreihe)
Schnitzel ist eine Filmreihe der ARD mit Armin Rohde und Ludger Pistor in den Hauptrollen, die seit 2010 in unregelmäßigen Abständen ausgestrahlt wird. Als indirekte Fortsetzung folgte 2019 zusätzlich die Miniserie (6 × 45-min.) Ohne Schnitzel geht es nicht, deren letzte zwei Folgen mit der vierten Episode Schnitzel de Luxe identisch sind.

## Handlung
Günther Kuballa und Wolfgang Krettek sind durch Unbilden der Wirtschaft arbeitslos geworden und versuchen seitdem krampfhaft in der Arbeitswelt wieder Fuß zu fassen. Dabei müssen sie sich ständig mit der Sachbearbeiterin Frau Rademacher auseinandersetzen, die für die beiden beim Arbeitsamt zuständig ist. Günther hat dabei stets sehr kreative Ideen, die letztendlich immer scheitern. Trotz aller Widrigkeiten halten die beiden Freunde immer zusammen, was letztendlich sogar Frau Rademacher überzeugt.

## Episodenliste
| Nr. | Originaltitel           | Erstausstrahlung | Regie               | Drehbuch                                  | Zuschauer             |
| --- | ----------------------- | ---------------- | ------------------- | ----------------------------------------- | --------------------- |
| 1   | Ein Schnitzel für drei  | 2. Juni 2010     | Manfred Stelzer     | Peter Freiberg, Thomas Koch, Stefan Barth | 4,95 Mio. (17,3 % MA) |
| 2   | Ein Schnitzel für alle  | 20. Nov. 2013    | Manfred Stelzer     | Katja Kittendorf                          | 5,58 Mio. (17,7 % MA) |
| 3   | Schnitzel geht immer    | 18. Jan. 2017    | Wolfgang Murnberger | Ingo Haeb                                 | 4,26 Mio. (13,2 % MA) |
| 4   | Schnitzel de Luxe       | 9. Jan. 2019     | Micha Lewinsky      | Ingo Haeb                                 | 5,04 Mio. (16,0 % MA) |
| 5   | Das Weihnachtsschnitzel | 7. Dez. 2022     | Wolfgang Murnberger | Katja Kittendorf, Gabriele Graf           | 4,72 Mio. (17,9 % MA) |

## Kritiken
Die Schnitzel-Filmreihe ist nicht nur eine Komödie, sie erzählt auch „über Freundschaft, […] vom großen Frust und vom kleinen Glück.“ Die Filme sind von „Mutterwitz und einer tiefen Moral beseelt.“ „Die WDR-Produktion verzichtet [dennoch] auf schnelle Pointen und verbale Gags. Die Figuren tragen nicht den Witz, sondern Realitätssinn auf der Zunge und man spürt den Schmerz, der auf ihren Seelen lastet. Die täglichen Probleme fressen Löcher ins Selbstwertgefühl. Das ist die Ausgangslage – und die ist per se nicht komisch. Komisch aber ist die Art, wie die beiden mit der Situation umgehen und wie verschieden sie es tun.“